# Teinopodagrion nebulosum
Teinopodagrion nebulosum – gatunek ważki z rodziny Megapodagrionidae. Występuje w zachodniej części Ameryki Południowej. Stwierdzony w Ekwadorze i Peru; stwierdzenia z Boliwii okazały się błędne i dotyczyły T. decipiens.